# Leucospis xylocopae
Leucospis xylocopae is een vliesvleugelig insect uit de familie Leucospidae. De wetenschappelijke naam is voor het eerst geldig gepubliceerd in 1961 door Burks.